# Prepelița
Prepelița è un comune della Moldavia situato nel distretto di Sîngerei di 3.927 abitanti al censimento del 2004

## Località
Il comune è formato dall'insieme delle seguenti località (popolazione 2004):
- Prepelița (2.928 abitanti)
- Clișcăuți (177 abitanti)
- Mihailovca (803 abitanti)
- Șestaci (19 abitanti)